# Uh-Oh (David Byrne)
Uh-Oh è un album discografico in studio del musicista statunitense David Byrne, pubblicato nel 1992.

## Tracce
Tutte le tracce sono di David Byrne, tranne dove indicato.
1. Now I'm Your Mom – 4:43 (Byrne, Angel Fernandez)
2. Girls on My Mind – 3:52
3. Something Ain't Right – 3:37 (Byrne, Terry Allen)
4. She's Mad – 5:20
5. Hanging Upside Down – 4:31 (Byrne, Fernandez)
6. A Walk in the Dark – 4:21
7. Twistin' in the Wind – 4:14
8. The Cowboy Mambo (Hey Lookit Me Now) – 3:37
9. Monkey Man – 4:07
10. A Million Miles Away – 4:24
11. Tiny Town – 5:03 (Byrne, Fernandez)
12. Somebody – 4:59